# Chiesa dei Santi Luca e Martina
La chiesa dei Santi Luca e Martina è un edificio di culto cattolico di Roma.
Si trova nel Foro Romano e su di esso insiste l'omonima rettoria, rientrante all'interno della parrocchia di san Marco Evangelista al Campidoglio.

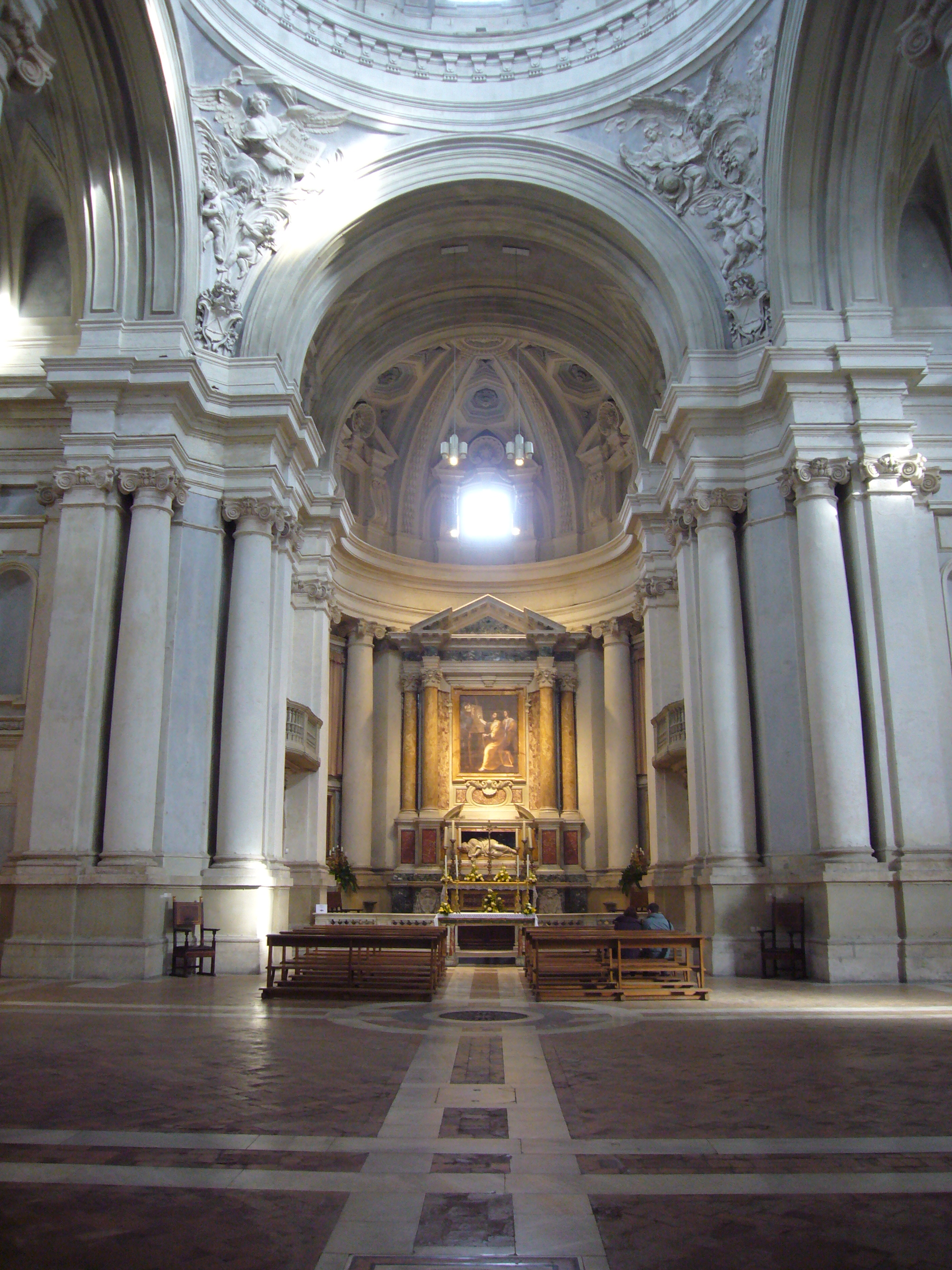
L'interno

## Storia
Intitolata inizialmente a Santa Martina, fu fondata nel VII secolo, presumibilmente da Onorio I, al quale si attribuisce anche la fondazione della vicina chiesa di sant'Adriano nella sede della Curia Senatus, la Curia Iulia.
Decaduta, restaurata e nuovamente consacrata da Alessandro IV nel 1256, come ricorda la lapide murata nella cappella di destra, la chiesa è attestata nel Catalogo di Cencio Camerario, anche se Martina non è citata tra i santi di cui vi si custodivano le reliquie.
Si arriva così al XVI secolo, quando Sisto V, che ha bisogno di spazio per la piazza di Santa Maria Maggiore, fa demolire la chiesa di San Luca dei Pittori. Ma i Pittori sono una corporazione importante e la perdita va compensata. Nel 1588, quindi, una bolla del papa Peretti conferisce all'Accademia di San Luca il patronato sulla chiesa di santa Martina "presso l'Arco di Settimio Severo" e san Luca viene incluso nel titolo della chiesa.
Tra il 1592 e il 1618 diversi artisti (Mascherino, Federico Zuccari, Giovanni Baglione) fanno progetti per la ricostruzione della chiesa accademica, ma le opere da fare sono molte, strutturali (murature da rialzare, soffitto e pavimenti da rifare, cripta per i sepolcri degli artisti da scavare e costruire ex novo), e richiedono investimenti rilevanti, che non si possono coprire neppure con la vendita delle antichità rinvenute nei dintorni.
Serve un santo in paradiso, o un miracolo come quello avvenuto nel 1624, quando la scoperta delle reliquie di santa Bibiana aveva indotto Urbano VIII Barberini a ricostruirne la chiesa all'Esquilino. Pietro Berrettini da Cortona, artista assai caro ai Barberini, nominato principe dell'Accademia nel 1634, ottiene di costruire qui la sua cappella funebre, "con patto che l'avesse a dotare risarcire ed abbellire a suo gusto a volontà", cioè a proprie spese.  Berrettini fa il progetto, che comprende anche spazi per i lavori e i depositi dell'Accademia, e comincia a scavare sotto l'altare, dove intende predisporre la tomba di famiglia sotto la confessione, secondo l'uso antico; ed ecco che il 25 ottobre 1634 affiora dallo scavo una cassa con molti resti e una lamina di terracotta con su scritto (ovviamente in latino) "Qui riposano i corpi de' Sacri Martiri Martina Concordio Epifanio con loro Compagno". Questo evento favorisce il supporto dei Barberini, papa e cardinal nepote; i lavori di ricostruzione procedono sotto la direzione del Cortona.
Il Cortona, che davvero considerava questa chiesa sua figlia diletta, oltre a costruire a proprie spese la chiesa sotterranea e a dotarla di arredi preziosi, volle continuare a beneficiarla anche dopo morto, lasciandola per testamento dotata di rendite, i cui cespiti (6.750 scudi) dovevano essere mantenuti al servizio della chiesa. Di queste disposizioni l'Accademia fece redigere un'iscrizione in marmo, sovrastata dal busto dell'artista, che ancor oggi si legge scendendo la scala che va al succorpo. Generosità, la sua, che fu emulata nel tempo da molti altri accademici, principi e non.
Da una minuta notarile conservata nell'Archivio storico dell'Accademia di S. Luca (busta 69, n. 291 in data 4 sett. 1723) risulta che nel 1718 Clemente XI aveva imposto all'accademia di restaurare la chiesa. I lavori furono affidati al fabbro murario Antonio Fontana sotto la direzione dell'architetto Carlo Buratti, che fece fare troppi lavori (Noehles, docc. 132, 135, pp. 358 s.), sicché l'accademia si rifiutò di rimborsare il Fontana, che aveva anticipato il denaro. Nel 1723 il Buratti fu condannato a restituirglielo personalmente.
A lato della facciata, sulla destra, era addossata alla chiesa una casetta in cui aveva abitato l'artista Giovanna Garzoni, e che fu demolita durante i restauri al Foro Romano.

## Descrizione
La chiesa è a pianta centrale, cioè è affine a una croce greca con quattro absidi, ma i bracci del transetto sono più corti di quello longitudinale, e la curvatura è più schiacciata.
La facciata, di forma convessa, fu completata nel 1664.
All'interno la spazialità è dominata dall'alta cupola; i pennacchi di raccordo sono decorati con i Quattro simboli degli Evangelisti in stucco, opera di Camillo Rusconi.
All'altare maggiore si può ammirare il San Luca Evangelista che dipinge la Madonna, copia del caravaggesco Antiveduto Gramatica del dipinto di Raffaello, oggi alla Galleria dell'Accademia di San Luca.
Nella cappella del transetto sinistro è collocata La Vergine Assunta e San Sebastiano, pala di Sebastiano Conca (1740 circa). Questa cappella fu realizzata a spese del Conca stesso e fu inaugurata il 18 ottobre 1733, festa di San Luca.
La cripta, anch'essa opera di Pietro da Cortona, riprende in piccolo le linee architettoniche della chiesa superiore. Vi si trovano due rilievi di Alessandro Algardi.

## Galleria d'immagini

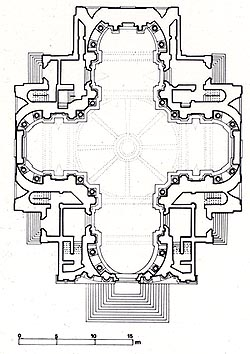
Pianta
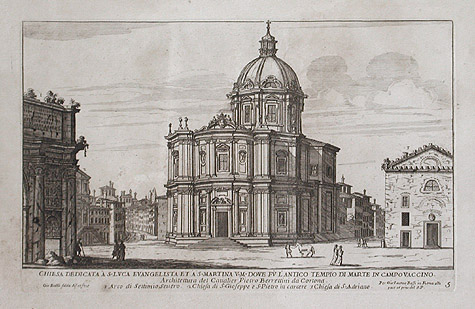
L'esterno in un disegno di Giovanni Battista Falda (1670 circa)
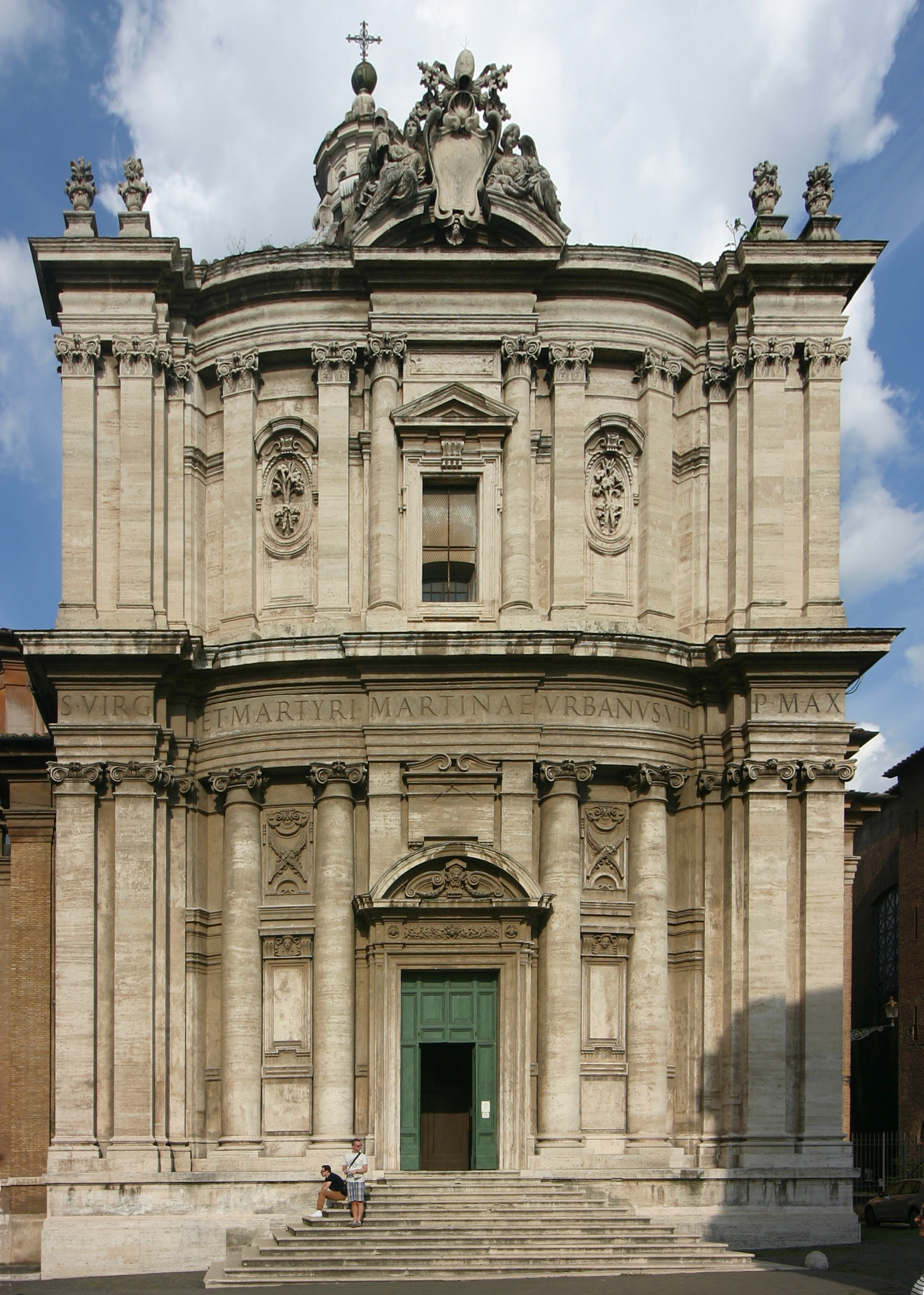
La facciata
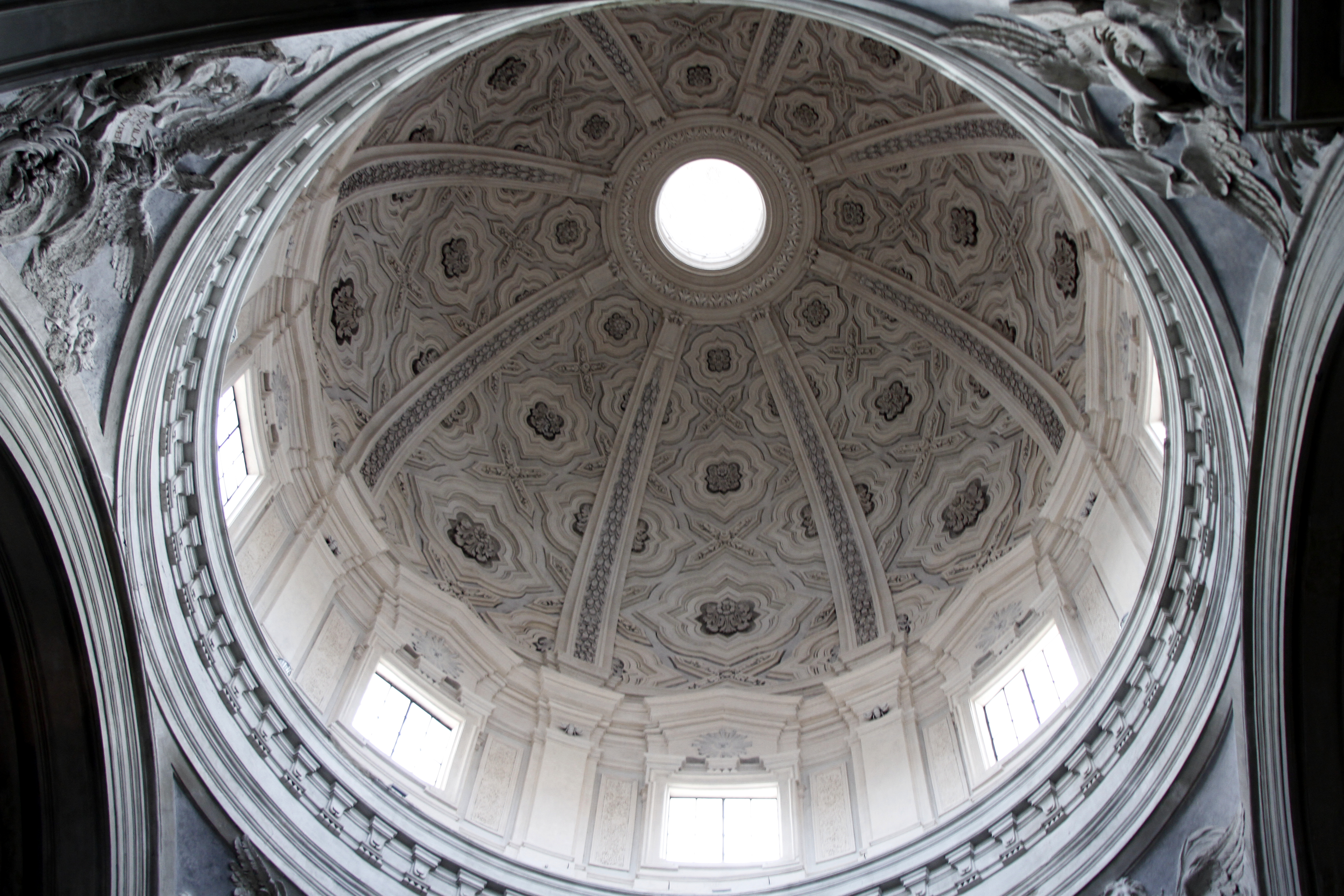
L'interno della cupola
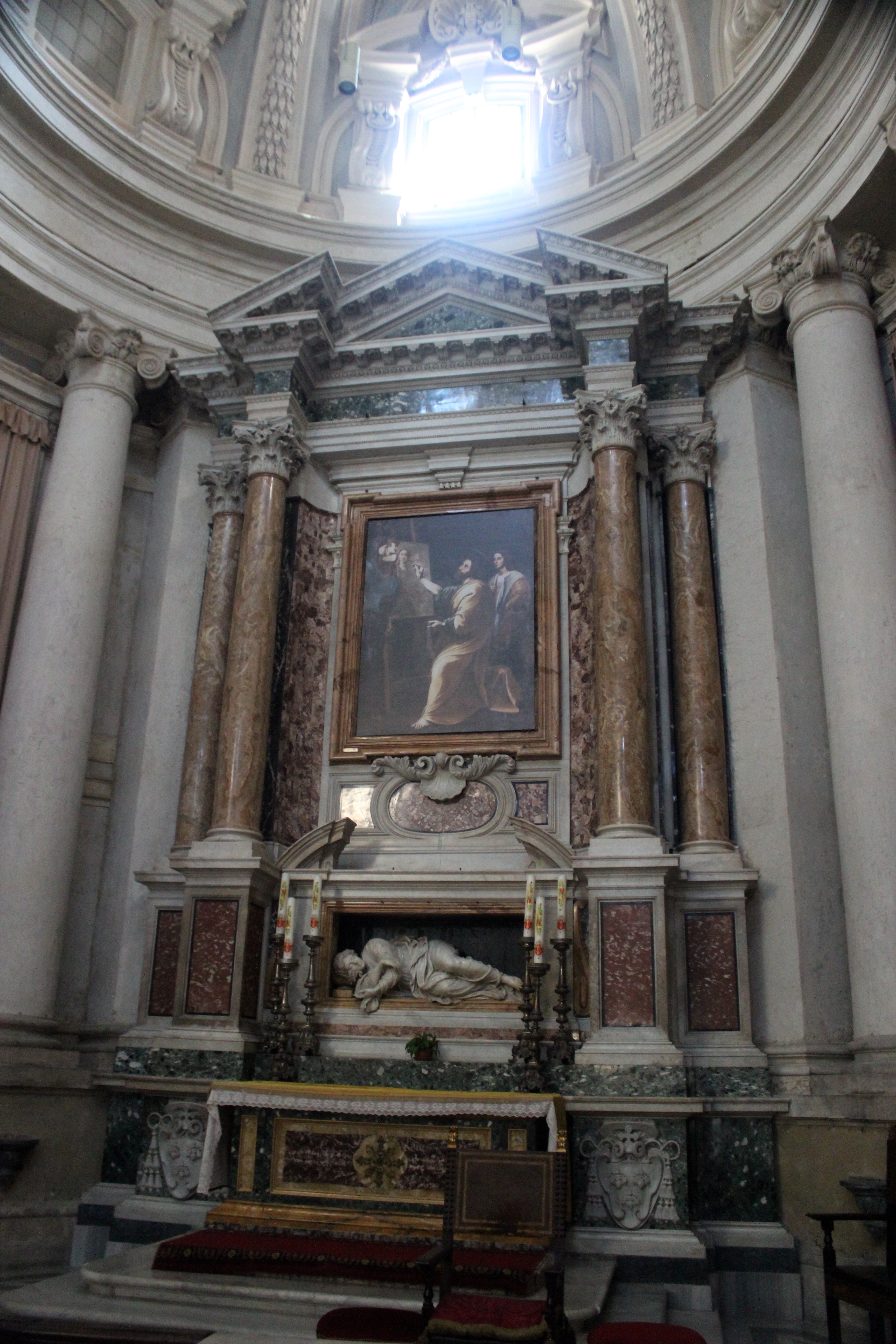
L'altare maggiore
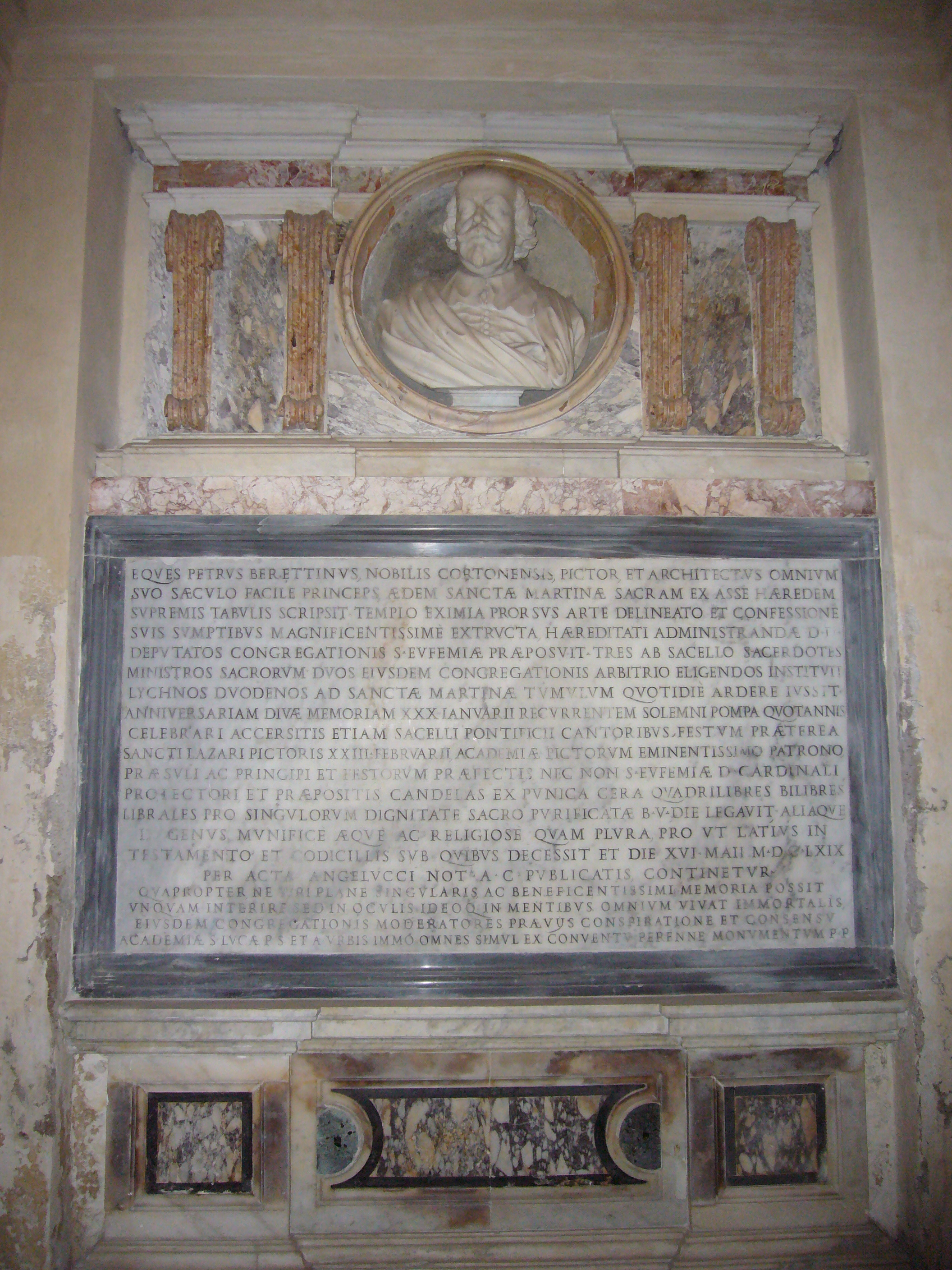
Il sepolcro con il testamento di Pietro da Cortona
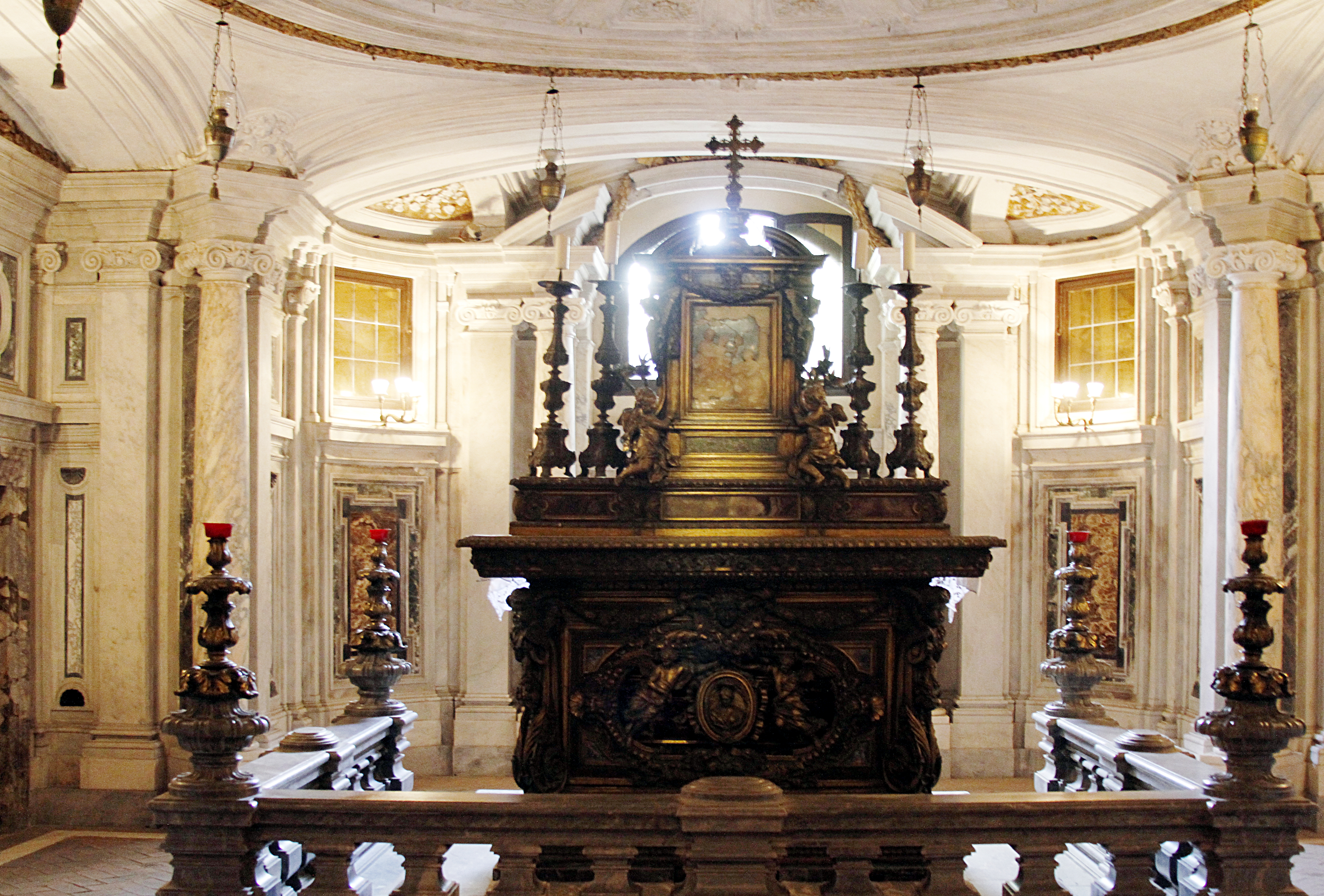
La cripta